# Sanix International Youth Soccer Tournament

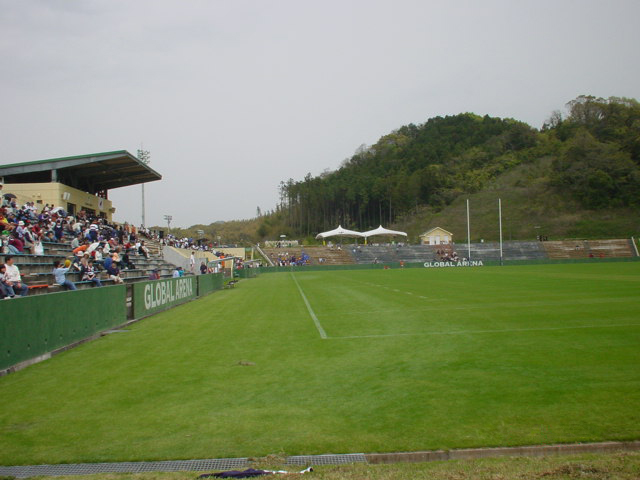
Immagine della Global Arena sede dove si effettua il torneo

La Sanix International Youth Soccer Tournament è un torneo annuale di calcio per formazioni giovanili, esso si svolge dal 2003 a partire dalla fine di marzo, esso si svolge nel Global Stadium della Global Arena e viene sponsorizzato da Sanix.
Ogni anno vengono selezionati ad invito 15 club differenti più la Nazionale U-17 del Giappone che è presente ogni anno.

## Regole del Torneo
Nella fase a gironi ogni partita è composta da due tempi da 35 minuti l'uno con un intervallo tra un tempo e l'altro di 10 minuti, mentre durante la fase ad eliminazione diretta i tempi saranno di 40 minuti, in caso di pareggio si effettueranno i tiri di rigore, tuttavia nella fase finale oltre ai tempi regolamentari, prima dei tiri di rigore, in caso di pareggio, ci sarà un tempo supplementare di 20 minuti.

Durante ambe le fasi non viene effettuata alcuna partita di ritorno e quindi le partite sono di sola andata.

## Fasi del Torneo

### Fase a Gironi
Il torneo viene diviso in due fasi, la prima è quella della fase a gironi all'italiana dove ogni torneo è composta da 4 gironi da 4 squadre l'uno.

I punti vengono assegnati in base al risultato, dove per ogni sconfitta non vengono assegnati dei punti, per ogni vittoria 4 punti, alla fase dei tiri di rigore i punti sono differenti, infatti, in caso di vincita si otterranno 2,5 punti mentre in caso di perdita 1,5 punti.

### Fase ad Eliminazione Diretta
La fase ad eliminazione diretta è a sua volta diviso in due tornei, la Sanix Cup e la Global Arena Cup, le squadre verranno divise nei tornei a seconda della posizione assunta nella fase a girone, le prime due classificate di ogni girone si scontreranno tra di loro per la vittoria nella Sanix Cup, mentre le altre squadre nella Global Arena Cup.

La posizione in classifica è determinata dall'andamento della fase finale, e a seconda del torneo in cui si partecipa, infatti le prime otto in classifica saranno le partecipanti alla Sanix Cup, mentre le altre otto saranno le partecipanti alla Global Arena Cup.

## Albo d'Oro
| Anno | Vincitrice                                | Seconda                                |
| ---- | ----------------------------------------- | -------------------------------------- |
| 2003 | Liceo Ichiritsufunabashi                  | Nazionale U-17 del Giappone            |
| 2004 | Nazionale U-16 della Cina                 | Nazionale U-17 del Giappone            |
| 2005 | Classe Quinta dell'Università di Tokai    | Nazionale U-17 della Cina              |
| 2006 | Squadra Primavera Tokyo Verdy             | Squadra Primavera dell'Ajax            |
| 2007 | FC Tokyo U-18                             | Squadra Primavera Tokyo Verdy          |
| 2008 | Squadra Primavera Tokyo Verdy             | FC Tokyo U-18                          |
| 2009 | Rappresentativa Liceo Kaoru               | Squadra Primavera Tokyo Verdy          |
| 2010 | Rappresentativa Scuola Superiore Maebashi | Classe Quinta dell'Università di Tokai |
| 2011 | Squadra Primavera Vissel Kobe             | U-18 Kashiwa Reysol                    |
| 2012 | Liceo Higashi Fukuoka                     | Squadra Primavera Vissel Kobe          |